# لانگپاس
شهر لانگپاس (به روسی: Лангепас) در کشور روسیه و در اوکروگ خانتی-مانسی اوتونوموس واقع شده‌است.